# آدولفینا تکاچیکووا-تاچووا
آدولفینا تکاچیکووا-تاچووا (چکی: Adolfína Tkačíková-Tačová؛ زادهٔ ۱۹ آوریل ۱۹۳۹) ژیمناست هنری زن اهل چکسلواکی بود.
او در مسابقات کشوری و بین‌المللی در مجموع برندهٔ ۲ مدال نقره شده‌است.